# Rüdiger Krohn
Rüdiger Krohn (* 8. April 1943 in Bad Bentheim) ist ein deutscher Germanist.

## Leben
Nach der Promotion zum Dr. phil. in Karlsruhe 1974 und Habilitation an der Universität Karlsruhe 1979 wurde er Professor in Karlsruhe 1981 und in Chemnitz 1994.

## Veröffentlichungen (Auswahl)
- Der unanständige Bürger. Untersuchungen zum Obszönen in den Nürnberger Fastnachtsspielen des 15. Jahrhunderts. Kronberg im Taunus 1974, ISBN 3-589-20044-8.
- mit Werner Wunderlich: Mittelalterliche Literatur in der Sekundarstufe I. Hannover 1983, ISBN 3-507-39200-3.
- als Herausgeber: Forum. Materialien und Beiträge zur Mittelalter-Rezeption. Band 3. Kümmerle Verlag, Göppingen [1992] (= Göppinger Arbeiten zur Germanistik. Band 540), ISBN 3-87452-781-6.
- als Herausgeber: „Dâ hoeret ouch geloube zuo“. Überlieferungs- und Echtheitsfragen zum Minnesang. Beiträge zum Festcolloquium für Günther Schweikle anlässlich seines 65. Geburtstages. Stuttgart 1995, ISBN 3-7776-0606-5.
- als Herausgeber: Tristan. Auswahl. Ditzingen 2020, ISBN 3-15-019679-5.